# Taishi Brandon Nozawa
Taishi Brandon Nozawa (野澤 大志ブランドン Nozawa Taishi Brandon?, Okinawa, 25 de diciembre de 2002) es un futbolista japonés que juega como guardameta en el Royal Antwerp F. C. de la Primera División de Bélgica.

## Trayectoria
En 2019 se unió al F. C. Tokyo de la J1 League.

## Clubes
| Club                          | País    | Año       |
| ----------------------------- | ------- | --------- |
| F. C. Tokyo                   | Japón   | 2020-2025 |
| Iwate Grulla Morioka (cedido) | Japón   | 2021-2022 |
| Royal Antwerp F. C.           | Bélgica | 2025-     |